# Pinder Gully
Pinder Gully är en dal i Antarktis. Den ligger i Sydorkneyöarna. Argentina och Storbritannien gör anspråk på området. Pinder Gully ligger på ön Signy.